# Eulithis schistacea
Eulithis schistacea är en fjärilsart som beskrevs av W. Warren 1901. Eulithis schistacea ingår i släktet Eulithis och familjen mätare. Inga underarter finns listade i Catalogue of Life.